# Dayane Pimentel
Dayane Jamille Carneiro dos Santos Pimentel (Feira de Santana, 30 de janeiro de 1986) é uma política brasileira, filiada ao União Brasil (UNIÃO). Nas eleições de 2018, foi eleita deputada federal pela Bahia.

## Biografia

### Formação acadêmica e primeiros anos
Dayane Pimentel nasceu em 30 de janeiro de 1986, filha de um caminhoneiro e de uma técnica em educação no campo.
Após finalizar o ensino médio, ingressou à Universidade Estadual de Feira de Santana (UEFS) e formou-se em Letras Vernáculas. Após isso, ela passou em atuar em escolas da rede pública e privada de Feira de Santana. Pimentel também é pós-graduada em Docência de Ensino Superior.

### Política
Em 2018, sendo a principal candidata de Jair Bolsonaro no estado da Bahia, Pimentel candidatou-se para deputada federal. Ela obteve 136.742 votos, ficou com a quarta posição no quadro geral de votos para deputado federal na Bahia e conseguiu eleger-se para atuar na 56.ª legislatura do Congresso Nacional.
Em 2020, Dayane candidatou-se ao cargo de prefeita na eleição municipal de Feira de Santana, obteve 13.949 votos, apenas 4,84% dos votos válidos, e não conseguiu eleger-se, ficando em quarto lugar.
No ano de 2022, filiada ao União Brasil (UNIÃO) e rompida com Bolsonaro, concorreu buscando a reeleição para o cargo de deputada federal, não obtendo sucesso após receber 29.979 votos.
Em 2023, Dayane foi indicada pelo governo Lula para o cargo de Coordenadora Nordeste da Embratur, recebendo um salário mensal de 20 mil reais.

### Desempenho eleitoral
| Ano  | Cargo                        | Partido | Votos   | Resultado  | Ref.  |
| ---- | ---------------------------- | ------- | ------- | ---------- | ----- |
| 2018 | Deputado federal pela Bahia  | PSL     | 136.742 | Eleita     | [ 2 ] |
| 2020 | Prefeita de Feira de Santana | PSL     | 13.949  | Não eleita | [ 4 ] |
| 2022 | Deputada federal pela Bahia  | UNIÃO   | 29.979  | Não eleita | [ 6 ] |